# フレイムヘイズ
フレイムヘイズは、高橋弥七郎のライトノベル作品『灼眼のシャナ』及びそれを原作とする同名の漫画・アニメ・コンピュータゲームに登場する架空の異能者の総称である。この項目ではその概要と、『灼眼のシャナ』に登場するフレイムヘイズ達について記載する。

## 概要
強い力を持つ“紅世の徒”である“紅世の王”と契約し異能を得た元人間と、その『器』の中で休眠する“王”の、二人で一人を指す総称（ただし作中では、『器』である元人間のみを示す用例も見られる）。呼び名の由来は、契約の際に人間が幻視するこの世と“紅世”の狭間の光景「炎の揺らぎ（flame haze）」からきている。
その姓は、（特にヨーロッパ出身者に）音楽家由来のものが多い。

### 誕生の由来
“紅世の徒”がこの世において“存在の力”を浪費すると、世界に歪みが生じる（灼眼のシャナ#“存在の力”に関する概念参照）。これに気付いた一部の“紅世の王”達は、この歪みが累積するとこの世と“紅世”の双方に何らかの大災厄が起きると予測し、自らはこの世に歪みを生じさせることなく、歪みを生む同胞達を止める手段を模索した。その結果、誕生したのがフレイムヘイズである。
なお“存在の力”を浪費する“徒”のほとんどは、世界に歪みが生じるという認識はあるものの、それらの歪みがこの世や“紅世”に及ぼす影響については無関心であり考慮することもない。この世に及ぼす影響について関心を持つ（ごく少数の）“徒”も、「この世と“紅世”に必ずしも災厄が訪れるとは限らない、それらの予想は根拠が曖昧で、“存在の力”を使うことへの過剰反応に過ぎない」と考える者が多い。

### 契約
フレイムヘイズの誕生の際には、契約と呼ばれる儀式を執り行う必要がある。これは“紅世”において神を呼ぶ儀式『神威召喚』を応用したもので、この世の人間と契約を望む“紅世の王”が主体となって執り行う。
契約の前段階として、人間が何らかの理由で（フレイムヘイズを作る場合は“紅世の徒”やフレイムヘイズに関する）抱いた強い感情を、“紅世”にいる“紅世の王”が感知する必要があり、“王”が人間の存在を捉えると両者の間で次元を超えた会話が可能となる。
“紅世の王”が感知した人間に、異能を与える代償として「人間としての過去・現在・未来の全て」が失われることを提示し、人間側がそれに同意すると「強制力を持つ約束」である契約が成立する。契約が成立すると、契約者である人間の「人間としての過去・現在・未来の“存在の力”（＝運命）」を全て「召喚」の代償として失わせ、この世の時空に空白を作る。その空白を『器』に見立て、「召喚」により『器』の中に転移した“王”が、契約により『器』の中に固定されることでフレイムヘイズは誕生する。作中では「人間の身の内に“紅世の王”が入った」と表現されることが多いが、フレイムヘイズの肉体そのものは通常の人間と同じであり、“存在の力”が人間ではなく契約した“王”のものに挿げ変わった状態である。
「人間としての運命」を失い、『運命という名の器』に“紅世の王”を宿した人間は、人間としての因果や法則から切り離されるため、人間であった時の周囲との関係性を失うと同時に、肉体的な不老と無限の寿命を得る。すなわち、この世に在りながらこの世の法則に捉われない存在となる。また『器』に“王”を宿したことによる、圧倒的な存在感と“徒”同様の独特な違和感を放つようになる。
なお、通常の人間の『器』は強大な“紅世の王”を納めるには小さすぎるため、契約の際に“王”は『器』の内に収まるべく自らの一部を休眠させる必要がある。何らかの理由で休眠が破れると、『器』は中の“王”により破壊されフレイムヘイズは爆死する。
多くの“紅世の王”は、“徒”に恨みを持つ「復讐者」を選んで契約する。その理由として、憤怒と憎悪が最も強力な感情の一つであること、復讐という目的は人間に全てを捨てさせること、などが作中で挙げられている。古い時代には“徒”に恨みを持つ人間も多く、“王”も有能な人間を選んで契約できたが、封絶が普及した現代では“徒”への恨みを持つ人間が減少し、基本的に契約者を選ぶ余裕はなくなっている。作中で出てきた“王”は契約相手を異性にしていることが多い。また、契約には人間の強い感情が必要なために若年者が契約する傾向が強く、老人のフレイムヘイズは珍しい。ちなみに、契約の経緯はフレイムヘイズにとって根深い心の傷であることが多く、契約の経緯や人間時代の過去について本人が語らないことは訊ねないのが礼儀とされる。
『器』となっているフレイムヘイズが死ぬと自動的に契約が解除されるほか、フレイムヘイズか“紅世の王”の片方が望めば、任意で契約を破棄できる。また作中の描写から、精神崩壊により「契約し続ける意志」を失った場合にも契約が解けることが確認できる。
契約が解けた場合、『器』であるフレイムヘイズは肉体が砕け散り消滅、“存在の力”を喰われた人間が消滅した場合と同様に、存在の痕跡が消え周囲の人々からも（“存在の力”を感じ取れる者を除いて）忘れられる。
一方、契約していた“王”は『器』を失っても死なず、この世に放り出される。通常はそのまま“紅世”への帰途に付くが、使命の完遂や契約者の仇討ちなどのため、残された力でこの世へ顕現して戦うこともある。しかし“王”単独でこの世に顕現し「続ける」には、人間の“存在の力”の摂取が欠かせない（すなわち、この世の“存在の力”を消費し世界の歪みを生むことになる）ため、顕現した“王”は一時的な活性の後に燃え尽きて死亡するのが通例である。

### 能力
“紅世の王”と契約しフレイムヘイズとなった（元）人間は、『器』に見合った分の“存在の力”と、“存在の力”を感じ操る能力を手に入れる。つまり、『器』が大きければ、それに比例した大きな力を持つフレイムヘイズが生まれる。そのため、才能のある人物や王族など、この世に及ぼす影響の大きい人物ほど、強いフレイムヘイズになる可能性が高い。しかし実際の『器』の大きさは契約を終えないと測れないため、契約前の才能や身分はフレイムヘイズの強さを保証するものではない。また親や（将来生まれる）子などの血縁がこの世に強い影響力を持つ（ことになる）人物も、大きな『器』を持つことが示唆されている。
“存在の力”を感じ操る能力は、あくまで（元）人間のフレイムヘイズが後天的に得た能力なので、使いこなすには経験や鍛練が必要となる。フレイムヘイズの多くは“徒”から襲撃されている最中に契約するため、その場をしのいだ後に支援組織である「外界宿（アウトロー）」と接触し、先輩フレイムヘイズの指導下で基礎訓練を受ける模様。大抵のフレイムヘイズは“存在の力”を用いて、身体能力の強化、契約した“紅世の王”が生来持っている能力の具現化、一般的な、あるいは固有の「自在法」の行使、宝具へのエネルギー供給などを行い、それらを駆使して戦う。また、フレイムヘイズの中の“王”は、契約している限り『召喚され続けている』状態にあり、その“存在の力”の量は一定量で固定されるため、戦闘などにより“存在の力”を消耗しても時間経過により回復する。
フレイムヘイズは「人間としての全て」を失っているため、肉体的に成長する事も老化する事も決して無く、基本的に契約時の肉体を保ち続ける。ただし、残しておきたいと強く思った傷跡が残る、長かった髪を切ったままにしておくなど、フレイムヘイズになった後で容姿が変化した例もある。その性質上、自然死しないという意味では「不死」と言えるが、外的要因による負傷は受け、致命傷や失血による死亡も有り得る。ただしフレイムヘイズとしての強さに比例する、人間の域を遥かに越えた治癒能力や耐久能力を持っており、表面的な軽傷はもちろん、腕が千切れるなどの肉体的な欠損も時間を掛ければ元に戻り、なおかつ傷跡も全く残らない。胸部に致命傷を負ってもすぐには死なず、“存在の力”と時間が十分にあれば完治するが、首を切断されるなど頭部の致命傷については、明確な描写がなく不明。
また、食事や睡眠などの生理行動は厳密には必要なく、それらの行動は人間であった時の行動や嗜好を習慣的に継続しているに過ぎない。汚れも『清めの炎』と呼ばれる自在法を用いる事で浄化できるため、風呂に入るなどの文化的な行動も同様である。しかし、そうした習慣を継続することには、精神は「人間」のままであるフレイムヘイズの精神を安定させ保つ意味があり、フレイムヘイズが実際に不眠不休で行動することは極めて稀である。なお肉体が成長も老化もせず「人間としての経験」も積まないため、フレイムヘイズの精神的成長は通常の人間より遅い。
一部のフレイムヘイズは、フレイムヘイズとしての真価を発揮する際、日常時とは異なる外見になる。こうした外見の変化はほとんどの場合、武器や防具（となる宝具や神器）の装着や形状変化に伴うものだが、武器や防具を問わず本人の外見が変化するフレイムヘイズや、外見の変化（の描写）が特にないフレイムヘイズも存在する。防具の装着は『弔詞の詠み手』（『トーガ』）や『儀装の駆り手』（瓦礫の巨人）、武器の形状変化は『万条の仕手』（“ペルソナ”）や『極光の射手』（“ゾリャー”）、本人の外見変化は『炎髪灼眼の討ち手』（炎髪灼眼）、本人の形状変化は『剣花の薙ぎ手』（『捨身剣醒』）などで見られる。また、物理的な武器や防具とは異なる「フレイムヘイズとしての力」を纏う『震威の結い手』（紫電）や『魑勢の牽き手』（使い魔とした小生物）のような者もいる。

### 使命
フレイムヘイズは「この世と“紅世”のバランスを守る」ことを目的として生み出され、その主な手段として人間の“存在の力”を浪費し「歪み」を生み出す“徒”を討滅している。ただし、生じた「歪み」を探し出して行動を起こすため、基本的に後手に回る宿命にある。また、「歪み」を生み出さない（極めて稀な）“徒”とは、共闘することもある。
彼らの多くは、“徒”によって全てを奪われ、命をも失う瀬戸際で強い感情を抱き契約に至るため、“徒”への復讐心を直接的な原動力としている。「この世と“紅世”のバランスを守る」のは「契約している“王”が抱く使命」であり、フレイムヘイズ自身にとっては行為の正当化のための後付けでしかない。そのため敵対する“徒”の多くは、「この世と“紅世”のバランスを守る」ために同胞を殺そうとする“紅世の王”に利用されることを指して、フレイムヘイズを『同胞殺しの道具』や『討滅の道具』などと揶揄する。なおフレイムヘイズは「復讐者」が圧倒的多数であるものの、少数ながら復讐以外の理由で契約する者も存在する。また、当初は復讐のために契約したフレイムヘイズでも、長い年月を経ることで復讐心が薄れ、使命に生きるようになる場合もある。
「復讐」という行動原理から、フレイムヘイズは古来より独立独歩の気風が強く、他者と協力するのも「自身の目的を果たすための一時的な共闘」であることが多い。
また「不老」の能力と併せて、一定の場所に長期間滞在することは少ない。
復讐を終えたフレイムヘイズの末路は様々で、精根尽きて自殺同然に戦死する、自ら契約を解除し消滅する、“王”に見限られて契約を破棄される、と言った者も少なくない。ただし必ずしも死亡するとは限らず、そのままフレイムヘイズとして活動し続けたり、活動を休止（事実上の引退）して各地を放浪したり、「外界宿」や個人グループを介して他のフレイムヘイズのサポートに回ったり、また規模の大きい局地的な「歪み」を正す「調律師」として行動したりする者もいる。

### 神器
フレイムヘイズと契約し、その『器』に休眠している“紅世の王”の意思を、この世に表出させるための道具。常に身に着けていなくても問題は無く、契約者もしくは“王”のどちらかが望めば、離れていても即座に契約者の下に神器を出現させる事もできる。破壊された場合も、相応の“存在の力”を使えば修復は可能。また、神器無しの状態でも、契約しているフレイムヘイズとなら会話可能である。
フレイムヘイズと契約している“王”の感覚器とも言え、振動や物理的衝撃のみならず、視覚や聴覚も“王”に伝える。神器を通じて発声も可能。また“王”が自身の意思で、ある程度神器を動かすことや自在法を使うことは可能（本型の神器を開閉し光を放つ、短剣型の神器を鞘から出し入れするなど）。神器によっては、“王”の意識を表出する以外の特殊能力を持つものもある（様々な物体を収納可能な“グリモア”、形状を自在に変化させる“ペルソナ”など）。
形状は契約の際に決定され、形状は戦闘に用いられない装身具（ペンダント、指輪、飾り紐など）である事もあれば、戦闘にも使われる実用的な道具（本、仮面、鏃など）であることもあり、人それぞれである。
ちなみにフレイムヘイズが代替わりした場合、神器名と機能は変わらず、形状が異なっても共通する外見的特徴を持つ模様。

### 称号
フレイムヘイズは、契約している“紅世の王”および各人の特性に応じた固有の「フレイムヘイズとしての呼び名」を持つ。例えば“天壌の劫火”アラストールと契約しているフレイムヘイズの称号は必ず『炎髪灼眼の討ち手』であり、“天壌の劫火”アラストールの契約者であれば代替わりしても同じ称号となる。
称号は“紅世の徒”にとって真名に相当するものと思われ、“徒”はフレイムヘイズ個人を通常、称号で呼ぶ。
全ての称号は『○○の××手』で統一されている。なお、これはそれぞれの“王”と最初に契約した人物が自ら名乗り、後続がそれを受け継ぐ形になる。

## 関連組織
一人一党の気質が多いフレイムヘイズは集団行動を取る事自体稀であるが、フレイムヘイズに関わりの深い集団や組織も数少ないながら存在する。

### 外界宿
アウトローと読む。フレイムヘイズに移動の手配や資金提供などの便宜を図るための施設。より具体的には「壁一面の地図・海図と、一定範囲内の気配を隠す宝具『テッセラ』が設置された場所」と定義される。また、それらの施設を運営する組織も『外界宿』と呼ばれる。
かつては復讐を成し遂げたか変わり者のフレイムヘイズが独自に運営する溜まり場・隠れ家のような役割の施設に過ぎなかったが、19世紀後半より『愁夢の吹き手』ドレル・クーベリックが積極的に整備・拡大し、フレイムヘイズを総合的に支援する一大組織に成長させた。また正確な開始時期は不明だが、20世紀初頭には契約したてのフレイムヘイズに一定の教育や基礎訓練を施す場として機能しているらしい描写も見られる。
代表的な外界宿は『ドレル・パーティ』、『モンテベルディのコーロ』、『傀輪会』、［故崖窟］などである。

### フレイムヘイズ兵団（16世紀）
強力な“紅世の徒”の大集団［とむらいの鐘］に対抗するために結成された、フレイムヘイズの集団。総大将は『震威の結い手』ゾフィー・サバリッシュ。副将は『極光の射手』カール・ベルワルド。
15世紀末～16世紀初頭に起こった対［とむらいの鐘］戦（通称『大戦』）の際に、最初の『フレイムヘイズ兵団』が結成された。中世の『大戦』では、多くの犠牲を出しながらも［とむらいの鐘］を壊滅させて勝利した。

### フレイムヘイズ兵団（21世紀）
世界最大の“紅世の徒”の大組織［仮装舞踏会］との全面戦争に当たって、外界宿が世界中から精鋭四千余名を糾合して編成した戦闘集団。総司令官は、旧兵団と同じくゾフィー・サバリッシュ。副官は『姿影の派し手』フランソワ・オーリック。幕僚長に『犀渠の護り手』ザムエル・デマンティウスを据える。
ユーラシア大陸東西に侵攻する［仮装舞踏会］外界宿征討軍の軍勢を日本とルーマニアで外界宿が受け止めている間に、フレイムヘイズ兵団は手薄になった『星黎殿』に侵攻し、創造神“祭礼の蛇”復活阻止と、移動要塞『星黎殿』の占拠または重要施設の破壊を戦略目標として掲げていた。しかし“祭礼の蛇”神体の復活・帰還を阻止することが出来ず、また“祭礼の蛇”坂井悠二による二度の大命宣布でフレイムヘイズたちが使命を見失って壊乱し、組織として崩壊。最後は“千変”シュドナイの指揮による掃討戦によって、全兵力の八割という史上最大の損害を出して敗退した。